# Hermans-magazine
Hermans-magazine (1994-2011) was een onafhankelijk kwartaalblad over het leven en werk van de schrijver Willem Frederik Hermans.
Het blad verscheen sinds maart 1994 onder redactie van Dirk Baartse en Bob Polak. Voordien waren zij vanaf december 1991 redacteur van de WFH-verzamelkrant. In Hermans-magazine stonden de literatuurgeschiedenis en de werkelijkheid achter de fictie centraal. Het laatste nummer (H-m 80) verscheen in september 2011.

## Leven van W.F. Hermans
Enkele tientallen oud-studenten kwamen in Hermans-magazine aan het woord over het functioneren van Hermans als wetenschappelijk medewerker en lector tussen 1952 en 1973 aan de Rijksuniversiteit Groningen. Twee assistenten van Hermans, Wim Roeleveld en Wim de Gans, deden eveneens een boekje open.
H.A. Gomperts, Adriaan Morriën en Hans van Straten haalden in het blad herinneringen op aan Hermans. Uitgever Koos Human vertelde over het bezoek van de schrijver in 1983 aan Zuid-Afrika.
De woonhuizen van Hermans in Amsterdam, Voorburg, Groningen, Haren en Parijs werden gedetailleerd beschreven. Vrienden van Hermans vertelden over het leven van de schrijver in Frankrijk.
De stambomen van Hermans’ vader en moeder én van zijn vrouw Emmy Meurs werden uitgezocht en gepubliceerd.
In maart 2008 bracht Hermans-magazine de canon van Willem Frederik Hermans uit: wat iedereen moet weten.

## Werk van W.F. Hermans
In de loop van de jaren ging Hermans-magazine in op de achtergronden van bijna alle grote romans van Hermans: De tranen der acacia’s, De donkere kamer van Damokles, Nooit meer slapen, Herinneringen van een engelbewaarder, Onder professoren en Au pair. Ook besteedde het blad uitvoerig aandacht aan Hermans' Boekenweekgeschenk 1993 In de mist van het schimmenrijk, dat een jaar later in verbeterde versie verscheen onder de naam Madelon in de mist van het schimmenrijk.
Verder kwamen onder andere de autobiografische aspecten van de novelle ‘Het grote medelijden’ uit de bundel Een wonderkind of een total loss in Hermans-magazine aan bod.
De uitgave van Hermans’ Volledige Werken zoals bezorgd door het Huygens Instituut werd door de redactie van Hermans-magazine op de voet gevolgd. In maart 2007 verscheen een extra bijlage bij het blad met alle fouten, omissies en inconsequenties in de VW.
In juni 2010 kwam Hermans-magazine met een bijlage onder de titel Professor Etterspoor waarin talrijke fouten en omissies werden gesignaleerd in Hermans in hout (2010) van Willem Otterspeer. Ook leverde de redactie kritiek op het functioneren van Otterspeer als aanstaand Hermans-biograaf.

## Diversen
Vaste medewerker van Hermans-magazine was Rob Delvigne met zijn rubriek ‘Kleinigheden’. Daarnaast gaf Delvigne onder meer een totaaloverzicht van de affaire rond Hermans aan de Rijksuniversiteit Groningen.
Onder de kop ‘Hermans en het niets’ ging de redactie van Hermans-magazine in op de relatie tussen Hermans en Harry Mulisch. Ook kwam de vriendschap tussen Hermans en Gerard Kornelis van het Reve aan de orde.
In september 2004 werd een special uitgebracht over de katten die Hermans tussen 1952 en 1995 over de vloer had.
Op basis van de informatie in Hermans-magazine stelden de twee redacteuren Dirk Baartse en Bob Polak in 2010 Het Grote Willem Frederik Hermans Boek (uitg. Nijgh & Van Ditmar) samen.